# Liviu Rozorea
Liviu Rozorea (n. 5 decembrie 1941, Sibiu, România) este un actor român. 

## Biografie
A emigrat în Germania în 1980 cu soția sa, Elisabeta Jar, de care a divorțat ulterior.
Este unul dintre creatorii primului teatru independent din München, Teatrul in Cub. Este actor de teatru la Stuttgart.

## Teatru
Teatrul de Stat Oradea 
- 1975 - Eminescu la Viena de Stelian Vasilescu, regia Ion Mâinea, ca Interpret
- 1978- Vicleniile lui Scapin de Molière, ca Scapin
- 1978 - Astă seară se improvizează de Luigi Pirandello, ca regizorul Hinkfuss
- 1979 - Rhesos regele trac de Euripide, ca Rhesos
- 1979 - Vorbește-mi ca ploaia și lasă-mă să te-ascult. de Tennessee Williams, regie artistică și ca  Interpret
- 1979 - Inima de Mircea Bradu, ca Vasile Lucaciu
- 1979 - Fantoma cu bretele de Mircea Bereș, ca Ducele de Chesire, regia Mircea Cornișteanu
- 1979 - Mobilă și durere de Teodor Mazilu, ca Sile
- 1979 - Madame Sans-Gene de Victorien Sardou și Émile Moreau, ca Napoleon, regia Szombati Gille Otto
- 1979 - O scrisoare pierdută de Caragiale, ca Nae Cațavencu, regia Alexandru Colpacci
- 1980 - Picnic pe câmpul de luptă de Fernando Arrabal și Cerșetorul sau câinele mort de Bertolt Brecht, ca Cerșetorul și Domnul Tepan, regia Magda Bordeianu
- 1980 - Rechizitoriul de Yıldırım Keskin, ca Bărbatul, regia Sergiu Savin
- 1980 - Diogene câinele de Dumitru Solomon, ca Aristodem, regia Alexandru Colpacci
- 1981 - Țarul Ivan își schimbă profesia de Mihail Bulgakov, ca Timofeev, regia Alexandru Colpacci

## Filmografie
- Prea mic pentru un război atît de mare (1970) - neamțul
- Duhul aurului (1974)
- Comoara din Carpați (1975)
- Aurel Vlaicu (1978) - Octavian Goga
- Înainte de tăcere ‎(1978) - Stavrache
- Clipa (1979)
- Stop cadru la masă (1980) - Nestorescu

## Legături externe
- https://www.cinemagia.ro/actori/liviu-rozorea-4760/
- http://www.cinemarx.ro/persoane/Liviu-Rozorea-164476.html Arhivat în 22 septembrie 2017, la Wayback Machine.